# Уредссон, Вера
Вера Уредссон (род. 21 февраля 1928) — немецкая нацистская активистка, работающая в Швеции.

## Биография

### Жизнь в Швеции
В 1950 году Швеции Вера вышла замуж за Свена-Олова Линдхольма, лидера Шведского социалистического союза. Они развелись в 1962 году, а затем она вышла замуж за Йерана Ассара Уредссоона, лидера Партии Северных Царств.

### Политическая активность
В 1960 году Уредссон вступила в Партию северных стран (также известную как Национал-социалистическая партия Швеции), в 1962 году она уже стала её партийным секретарём. В 1975 году она сменила своего мужа на посту лидера партии и, тем самым, стала первой женщиной-лидером Швеции. Через несколько лет, в 1978 году, её муж снова стал лидером этой партии. В 1973 году Уредссон обвинили в нарушении закона о политической форме, когда она, её муж и заместитель лидера партии носили повязки со свастикой. Вера утверждала, что свастика была на повязках не в качестве политического, а, скорее, всё же духовным символом, и уточнила, что данные нарукавные повязки носились только на частной территории. Варбергский районный суд оправдал их.27 февраля 2018 года Уредссон была признана виновной в разжигании расовой розни, но позже была оправдана.
На выборах 2018 года в Швеции Уредссон баллотировалась в парламент, выдвинувшись от партии Северное движение сопротивления. Если бы она одержала победу, то являлась бы самым возрастным членом парламента, будучи на 6 лет старше нынешнего самого пожилого члена парламента.